# Tema West Municipal District

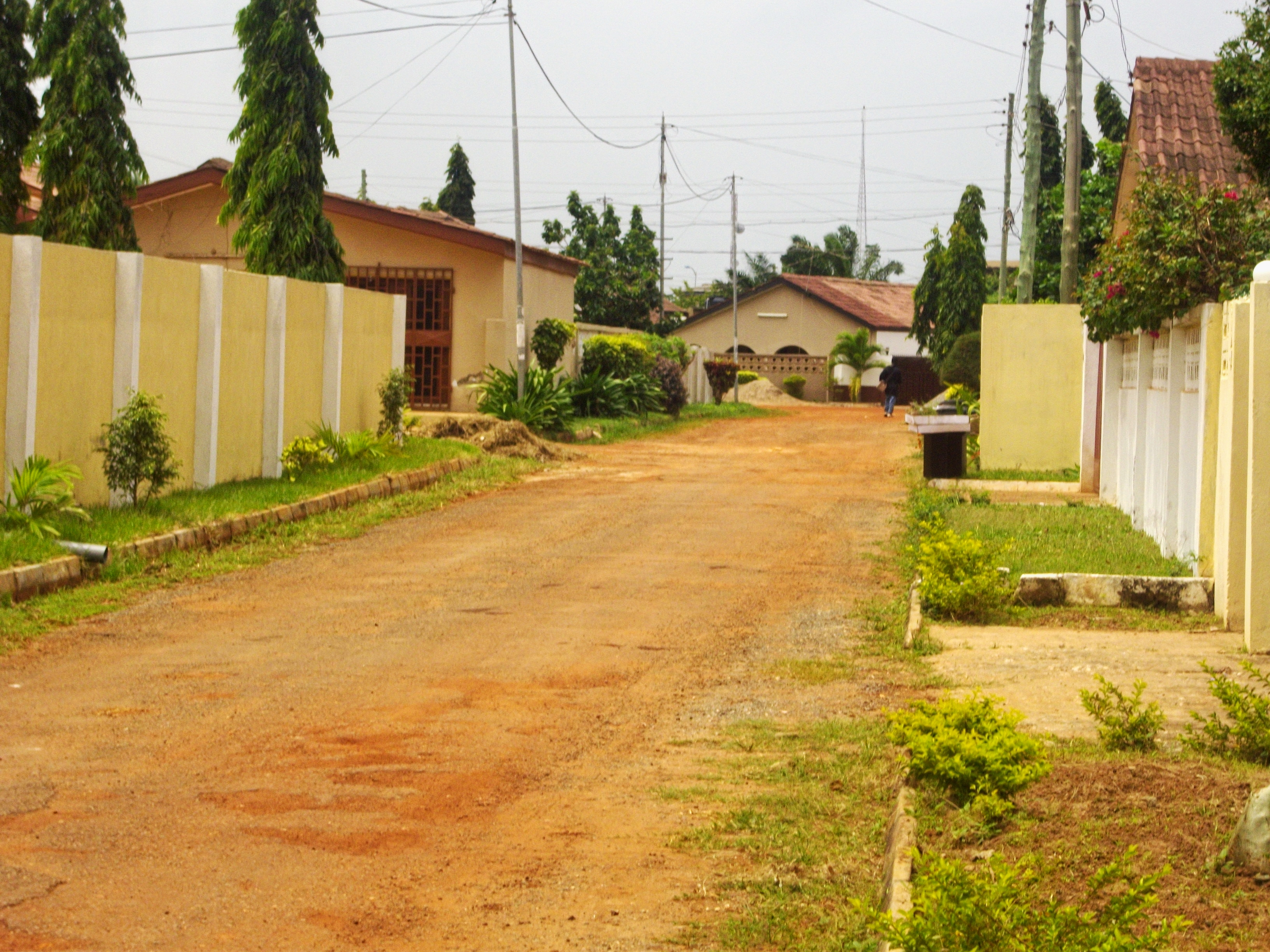
Community Nineteen, Tema New Town, Ghana

Der Distrikt Tema West Municipal District ist einer von 29 Distrikten der Greater Accra Region in Ghana. Er hat eine Größe von 50,9 km² und 196.224 Einwohner (2021).

## Geschichte
Ursprünglich war er Teil des damals größeren Tema Municipal District, der aus dem früheren Tema District Council hervorging, bis ein kleiner westlicher Teil des Distrikts am 15. März 2018 abgespalten wurde, um den Tema West Municipal District zu schaffen. Der Rest des Gebiets wurde zum Tema Metropolitan District. Der Tema West Municipal District befindet sich im zentralen Teil der Greater Accra Region und hat die Tema Community 2 als Hauptstadt.

## Einwohnerentwicklung
Die folgende Übersicht zeigt die Einwohnerzahlen nach dem jeweiligen Gebietsstand.
| Jahr | Einwohner |
| ---- | --------- |
| 2010 | 123.841   |
| 2021 | 196.224   |